# Chlorion
Chlorion  (лат.) — род ос из семейства Sphecidae, включающий около 20 видов.

## Описание
Крупные роющие осы, длина тела 2—3 см (от 16 до 37 мм, или до 38 мм у Chlorion hirtum). Осы с удлинённым телом и стройными ногами. Брюшко стебельчатое. Тело металлически блестящее, зеленовато-синее, без жёлтых отметин. От близких родов отличаются жилкованием крыльев: 2-я возвратная жилка впадает в 3-ю субмаргинальную ячейку или интерстициально. У самок развит гребень щетинок на средних ногах и наличник с несколькими зубцами (обычно 5, реже 2 или 4). Проподеум с U-образным срединным полем.
Гнездятся в земле. Охотятся на кузнечиков и сверчков, которых жалят и парализуют. В поиске добычи бегают по земле, проверяя все норки и укрытия и удаляясь от своего гнезда до 2,5 км.

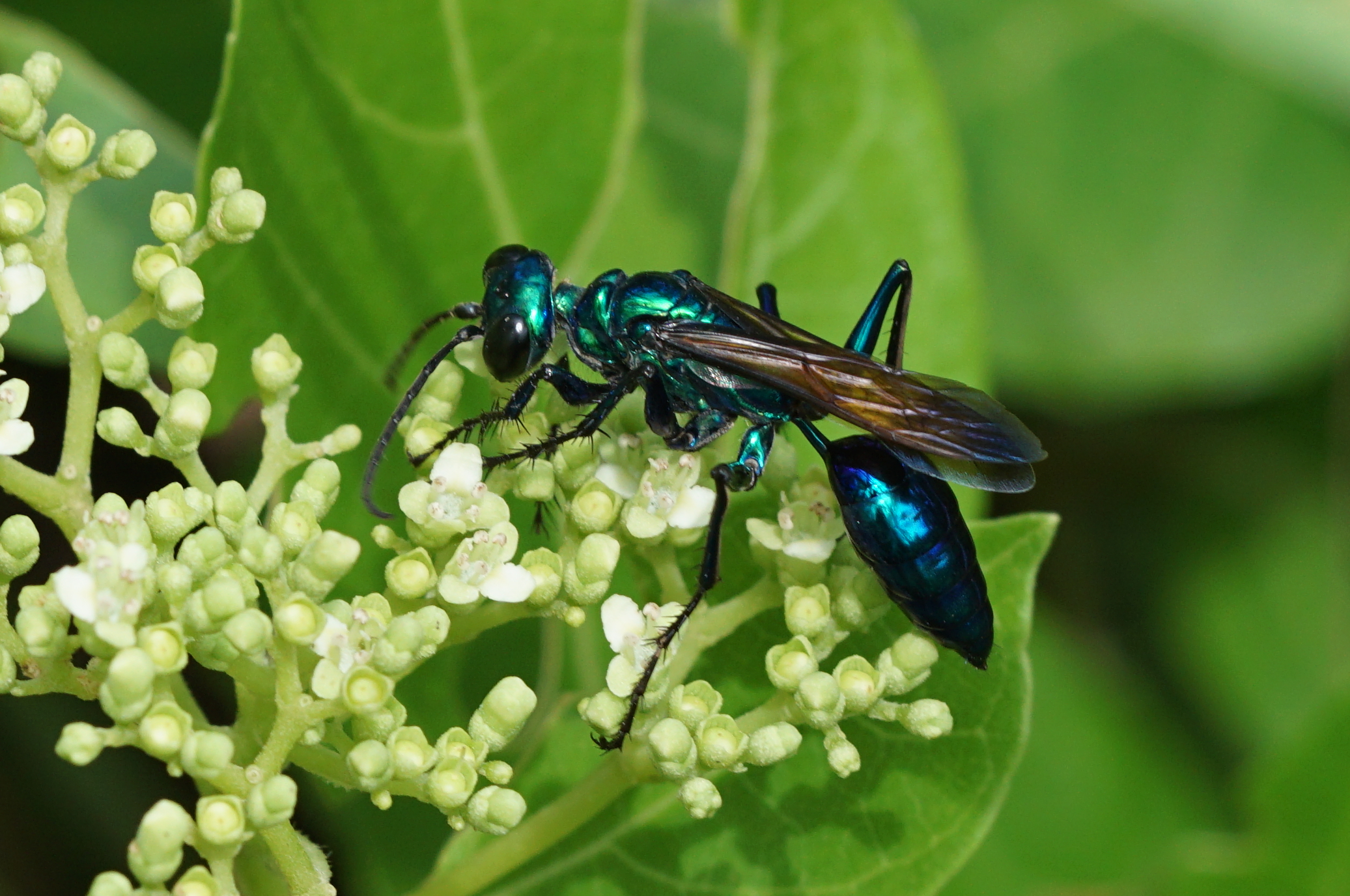
Chlorion lobatum
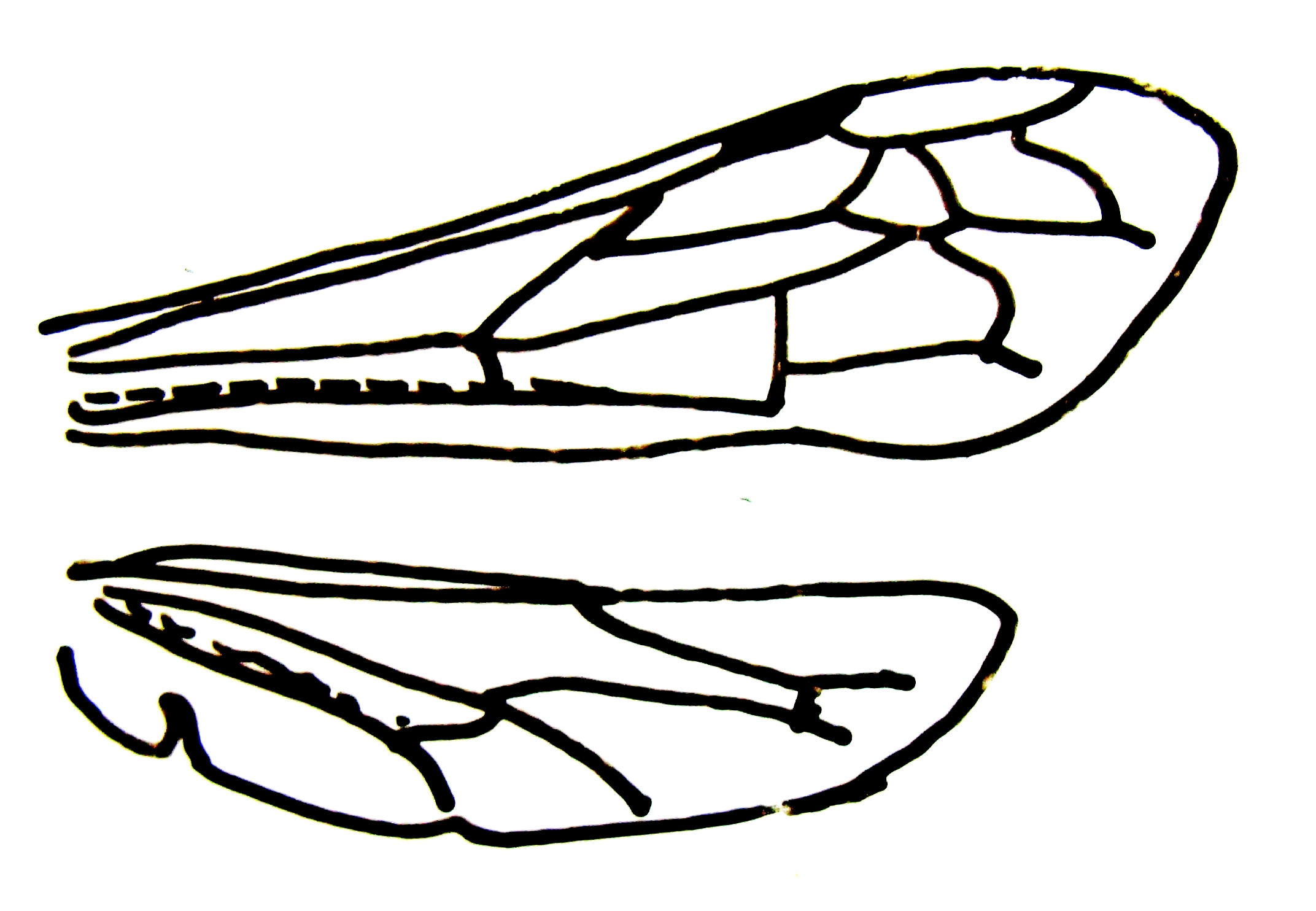
Крылья Chlorion sp.

Хлорион царский (Chlorion regale) занесён в Красную книгу Узбекистана.

## Распространение
Встречается повсеместно, кроме Австралии и Европы.

## Систематика
Известно около 20 видов. Род был впервые выделен в 1802 году французским энтомологом Пьером Латрейем (1762—1833) для вида Sphex lobatus Fabricius, 1775 и первоначально был монотипическим. Ранее Chlorion считался подродом большого рода Sphex и его относили к трибе Sphecini sensu Murray (1951) (=трибе Chlorionini, Krombein 1958) или к трибе Sceliphronini. Выделен в отдельное монотипическое подсемейство Chloriontinae, ранее включался в Sphecinae.
- Chlorion boharti Menke, 1961[7]
- Chlorion aerarium  Patton, 1879[8]
- Chlorion consanguineum  (Kohl 1898)
- Chlorion cyaneum  Dahlbom, 1843[9]
- Chlorion funereum  Gribodo, 1879
- Chlorion gratiosum  (F. Smith 1856)
- Chlorion hemiprasinum  (Sichel 1863)
- Chlorion hemipyrrhum  (Sichel 1863)
- Chlorion hirtum  (Kohl 1885)
- Chlorion lobatum  (Fabricius 1775)typus
  - = Sphex lobatus  Fabricius, 1775
- Chlorion magnificum  F. Morawitz, 1887
- Chlorion maxillosum  (Poiret 1787)
- Chlorion migiurtinicum  (Giordani Soika 1941)[10]
- Chlorion mirandum  (Kohl 1890)
- Chlorion regale  F. Smith, 1873
- Chlorion semenowi  F. Morawitz, 1890
- Chlorion splendidum  Fabricius, 1804
- Chlorion strandi  Willink, 1951
- Chlorion striatum  Li & Yang, 1989[11]
- Chlorion viridicoeruleum  Lepeletier de Saint Fargeau & Audinet-Serville, 1828